# Češko državno pravo
Češko državno pravo pojam je koji označava skup povijesnih i državno-pravnih činjenica na kojima je utemeljena težnja češkoga naroda za očuvanjem nacionalne samostalnosti i postizanjem teritorijalnoga jedinstva zemalja Češke krune, najprije u okviru Habsburške Monarhije, a potom i u ostalim državno-pravnim okolnostima. Na to Češko državno pravo poziva se i današnji Ustav Češke Republike.
Zemlje Češke krune na koje se odnosi Češko državno pravo obuhvaćaju Češku, Moravsku i Češku Šlesku, no u prošlosti se taj pojam proširivao i na čitavu Šlesku (većinom u današnjoj Poljskoj, kao i ostala područja kojima su nekoć vladali češki kraljevi, posebice Gornju i Donju Lužicu i Brandenburg u današnjoj Njemačkoj.

## Češki narodni preporod
Krajem 18. stoljeća počela se u Češkoj buditi nacionalna svijest, te se razvija pokret koji će se boriti za prednost češkoga jezika nad njemačkim na području zemalja Češke krune unutar Habsburške Monarhije, te za obnovu povijesnih prava Češkoga Kraljevstva. Taj pokret, kojem se pridružio i manji dio češkoga plemstva, koje se većinom služilo njemačkim jezikom, bit će poznat kao Češki narodni preporod. Tome su pridonijeli i Napoleonski ratovi koji su, nasuprot tada rastućem njemačkom nacionalizmu, probudili težnje posebice slavenskih naroda unutar Monarhije. Premda je prvi dio preporodnog razdoblja bio uglavnom obilježen djelovanjem na jezičnom polju (1791. ustanovljena je na Karlovu svelučilištu u Pragu katedra za češki jezik), od drugog desetljeća 19. stoljeća češki se preporoditelji žele povezati i s ostalim slavenskim narodima te od Praga učiniti intelektualno i znanstveno središte Slavena u Monarhiji.
Među velikim preporodnim likovima bio je František Palacký iz Moravske koji je 1836. – 1867. objavio Povijest češkoga naroda u Češkoj i Moravskoj u kojoj obrađuje samobitnost zemalja Češke krune. Ovo će njegovo djelo imati veliki utjecaj na češke težnje za jedinstvenošću zemalja i za samostalnošću. Palacký će razraditi i ideje austroslavizma koje je potaknuo 1846. Karel Havlíček Borovský. Prema njima, Habsburška Monarhija imala se preurediti kao zajednica naroda, u kojoj bi slavenski narodi, bez njemačke dominacije, surađivali s Nijemcima. Cijela bi Monarhija bila podijeljena na osam narodnih pokrajina s visokom autonomnošću.

## Revolucija 1848.
U vrijeme revolucionarnih događaja, koji su se iz Pariza prelili Europom, izbila je revolucija i u Češkoj i Moravskoj. Kad je car Ferdinand I. obećao reorganizaciju Carstva na ustavnim temeljima, u Češkome Kraljevstvu oblikovano je Narodno vijeće u kojem su se nalazili i Česi i Nijemci. Nijemci su bili za stvaranje Velike Njemačke na svim područjima u kojima se govorilo njemački, te su se ubrzo i povukli iz Vijeća, čime je započeo češko-njamački sukob u Češkoj, koji će se nastaviti kroz sljedećih sto godina. U lipnju 1848. sastao se u Pragu Slavenski kongres na kojem se raspravljalo o jačanju austrijskih Slavena: Čeha, Slovaka, Poljaka, Rusina, Hrvata, Slovenaca i Srba.
U revolucionarnim godinama ojačali su politički zahtjevi Čeha za ujedinjenjem Češke, Moravske i Šleske u samostalno kraljevstvu na temelju Češkoga državnog prava. Ipak, po gašenju revolucije i ovaj je pokret ugušen, a nastupio je Bachov apsolutizam, a drevni Češki sabor, kao najznačajni simbol češke državnosti, raspušten je.

## Narodna stranka i Narodna liberalna stranka (1861. – 1901.)
Prestankom apsolutističke vlasti, 1861. ponovno je uspostavljen Češki sabor, a na njemu službeni program, kako čeških liberalnih političara, tako i većine češkoga plemstva, postaje obnova drevne Češke krune koja ima uključivati Češko Kraljevstvo, Moravsku Marku i Šlesko Vojvodstvo. Bio je to program poznat kao „Program državnoga prava.“ Češka narodna stranka zauzimala se za ostvarenje toga programa unutar federativne Monarhije (među njima je bio i František Palacký). No, već iste godine dvor je uspostavio centralističku upravu na svim češkim zemljama, a svi napori Narodne stranke oko ostvarenja autonomije Češkoga Kraljevstva bili su uzaludni. 1863. stranka se dijeli na dvije frakcije, a glavne su točke neslaganja bile: odnos prema konzervativnim zemljoposjednicima, način definiranja Češkog državnog prava, pitanje aktivnog djelovanja ili pasivnog otpora centralizaciji. Dio stranke koji će postati poznat kao „staročesi“ zastupao je pomirljiviju suradnju sa zemljoposjednicima i pasivan otpor centralizaciji. Druga skupina zalagala se za aktivno djelovanje u svim tijelima Carstva. Ova će se skupina izdvojiti 1874. kao Narodna liberalna stranka, poznata kao „mladočesi“, te Češko državno pravo pokušati ostvariti postupno.
U vrijeme dogovaranja Austro-ugarske nagodbe činilo se da će bečki dvor krenuti i u postizanje dogovora s Česima, no to se nije dogodilo, a 1867. uveden je austro-ugarski dualizam. Češka nastojanja oko trodjelne monarhije (Austrija - Ugarska - Češka) konačno su propala 1871. godine.
Mladočesi i dalje su nastojali postići češku autonomiju na temelju „povijesnoga i prirodnoga prava naroda.“ S druge strane, staročesi pokušali su 1890. postići njemačko-češki sporazum, no on nije dobio punu podršku ni u samoj Narodnoj stranci, jer se činilo da su preveliki ustupci obećani njemačkoj strani. U takvim uvjetima Narodna liberalna stranka (mladočesi) pobjeđuje na izborima za Češki sabor 1891. Ipak, sve uspješnija Socijaldemokratska stranka izravno napada mladočeška nastojanja oko Češkoga državnoga prava kao „iskapanje otrcanih povijesnih povlastica i dokumenata“, te se zalaže za „moderne ustanove za nas i za austrijske narode.“ U Moravskoj 1895. staročesi sklapaju sporazum s klerikalcima, te po ulasku u sabor donose izjavu o državnom pravu.

## Dvadeseto stoljeće
Krajem 19. i početkom 20. stoljeća nastaju nove stranke. Među njima, iz Narodne liberalne stranke odvajaju se Radikalna napredna stranka 1897. i Radikalna stranka državnoga prava (1899. Istovremeno nastaju i razne socijalističke stranke, a osobito Narodna socijalistička stranka koja će potaknuti konzervativne stranke na udruživanje protiv nje. Radikalna stranka državnoga prava (Strana radikálně státoprávní) spojila se 1908. s Radikalnom naprednom strankom u Naprednu stranku državnoga prava (Strana státoprávně pokroková), a 1918. i s Narodnom liberalnom strankom (mladočesi) i drugima u Češke demokrate državnoga prava (Česká státoprávní demokracie). Ovi radikali državnoga prava izravno su se suprotstavljali mladočeškoj politici suradnje s bečkim dvorom i Nijemcima.
1905. sklopljen je Moravski sporazum, gdje su se moravski Česi i Nijemci dogovorili o načinu zajedničkoga života i sudjelovanja u upravljanju Moravskom Markom. Nakon izbora za Zemaljsko vijeće (Reichsrat), koji su održani 1907. i 1911. postalo je očito snaženje češke strane. Mladočesi surađuju po pitanju čeških nacionalnih interesa s ostalim češkim strankama (osobito Seljačkom strankom i katoličkim strankama), ali i s južnoslavenskim strankama (slovenskima i hrvatskima iz Istre i Dalmacije). Krajem Prvog svjetskog rata većina čeških stranaka zauzima se za Češko državno pravo.
6. siječnja 1918. zastupnici Češkog zemaljskog vijeća i Češkog sabora donose deklaraciju kojom traže neovisnost za svoj narod „u njegovoj vlastitoj državi, suverenoj, s potpunim pravima, demokratskoj, socijalno pravednoj i izgrađenoj na jednakosti za sve građane unutar granica njegovih povijesnih zemalja i prebivališta i u državi njegove slovačke grane.“
Nova država, Čehoslovačka, proglašena je 28. listopada 1918., a prvi predsjednik bio je Tomáš Masaryk. Češka politička taktika i dalje je naglašavala Češko povijesno i državno pravo, te je nastojala osvojiti sva područja obuhvaćena tim pravom. U tom je smislu Čehoslovačka od listopada do prosinca 1918. osvojila četiri „austrijske“ pokrajine što su ih osnovali češki i moravski Nijemci.
S druge strane, liberalna Mađarska grofa Mihálya Károlya istakla je svoje povijesno pravo na Slovačku, dotadašnju Gornju Ugarsku. Ipak, odlukom Saveznika, Slovačka postaje dijelom Čehoslovačke, a sav je njezin teritorij osiguran 7. srpnja 1919., uključujući i Potkarpatsku Rus.
Češka je polagala pravo i na područje Cieszyna u Šleskoj, te će zbog njega ući u sedmodnevni rat s Poljskom. Poljska se povukla, a međunarodna arbitraža 28. srpnja 1920. Čehoslovačkoj dodjeljuje dio toga područja oko Českog Těšína, gdje su se bila nalazišta ugljana, te jedna od rijetkih željezničkih veza između Češke i Slovačke. Na Pariškoj mirovnoj konferenciji odlučeno je uspostavljanje Čehoslovačke na području zemalja Češke krune, dok je južna granica Slovačke određena na temelju gospodarskih i strateških kriterija. Versajski ugovor dodao je Čehoslovačkoj i Hlučínsko dio Pruske Šleske u kojoj se govori češki.
Definiranje zamalja Češke krune kao češke nacionalne države otuđilo je moravske i češke Nijemce od zemlje, te su se oni sve više izjašnjavali kao sudetski Nijemci. Slično su i Slovaci u slovačkom dijelu zemlje odbijali ideju „čehoslovačkog naroda“, baš kao što su to prije činili s idejom „mađarskog političkog naroda.“ Sve je to već ukazivalo na buduću sudbinu Čehoslovačke u Drugom svjetskom ratu. Münchenski sporazum podijelit će zemlje Češke krune, a ubrzo će i ostatak Češke i Moravska biti okupirane i postati protektorat unutar Trećeg Reicha, dok će Slovačka postati satelitska država. Za njemačke okupacije Česi su našli utjehu u povratku povijesti i veličini Češkoga Kraljevstva.
Edvard Beneš uspio je u izbjeglištvu formirati vladu, koju će Sveznici od sprnja 1941. priznavati kao pravnu sljednicu čehoslovačke vlade, a Čehloslovačku su priznavali u njezinim predminhenskim granicama, no u praksi Sovjetski Savez neće priznati Čehoslovačku vlast u Potkarpatju. Od 1943. Saveznici prihvaćaju i Benešov plan o iseljenju sudetskih Nijemaca.
Ustavom Čehoslovačke iz 1948. ukinute su zemlje (Češka, Moravsko-Šleska i Slovačka), a zemlja je podijeljena na pokrajine. Ni taj, kao ni ustav iz 1960. ne poziva se na Češko državno pravo. Ustavnim zakonom o čehoslovačkoj federaciji iz 1969. Čehoslovačka je postala federacija s dvije federalne jedinice - Češkom Socijalističkom Republikom i Slovačkom Socijalističkom Republikom. Na taj je način ponovno uspostavljeno jedinstvo nekadašnjih zemalja Češke krune, a u samom Ustavnom zakonu područje Češke Socijalističke Republike označeno je kao „dosadašnje područje čeških pokrajina“ (čl. 140 §1).

## Današnja Češka Republika
Ustav Češke Republike, usvojen 13. prosinca 1992., započinje sljedećim riječima:
Time se ustav poziva se, kako na Češko državno pravo, očitovano u državnosti zemalja Češke krune, tako i na državnu opstojnost Čehoslovačke, koja je pak već prethodno bila definirana na Češkom državnom pravu. Na taj način, suvremena Češka Republika, nakon prekida u razdoblju socijalističkih ustava, vraća se i izrijekom na postavke Češkoga državnog prava.

## Vanjske poveznice
- Ustavni zakon o češkoj federaciji iz 1969. (cijeli tekst)
- Ustav Češke Republike iz 1992. (cijeli tekst)